# UFC Fight Night: Lewis vs. Abdurakhimov
UFC Fight Night: Lewis vs. Abdurakhimov è stato un evento di arti marziali miste tenuto dalla Ultimate Fighting Championship svolto il 9 dicembre 2016 al Times Union Center di Albany, Stati Uniti.

## Retroscena
Questo è stato il primo evento organizzato dalla UFC ad Albany.
Nel main event della card si affrontarono, nella categoria dei pesi massimi, Derrick Lewis e Shamil Abdurakhimov.
L'incontro di pesi medi tra Josh Samman e Oluwale Bamgbose doveva tenersi per questo evento. Tuttavia, l'incontro venne cancellato dopo la tragica scomparsa di Samman che morì il 5 ottobre del 2016. Come sostituto venne scelto Joe Gigliotti. In seguito, Bamgbose subì un infortunio a metà novembre e venne rimpiazzato da Gerald Meerschaert.
Charlie Ward avrebbe dovuto affrontare Randy Brown. Tuttavia, Ward ebbe problemi con il visto d'ingresso per gli Stati Uniti e quindi venne sostituito da Brian Camozzi.
Zubaira Tukhugov doveva vedersela con Tiago Trator, ma il 14 novembre, Tukhugov venne rimosso dalla card per una probabile violazione delle leggi anti-doping della USADA. Il 28 novembre, Tukhugov venne rimpiazzato da Shane Burgos.
Aljamain Sterling e Raphael Assunção dovevano affrontarsi in questo evento. Tuttavia, Sterling si infortunò il 23 novembre, costringendo la UFC a rimuovere dalla carda anche Assuncao.
La vincitrice del reliaty show The Ultimate Fighter: Team Joanna vs. Team Clauda Tatiana Suarez, doveva affrontare Juliana Lima. La Suarez, però, subì un infortunio e il 2 dicembre venne sostituita da JJ Aldrich.
Patrick Cummins avrebbe dovuto affrontare Gian Villante. Tuttavia, Cummins venne rimosso dall'incontro il 2 dicembre, a causa di un'infezione allo stafilococco. Al suo posto venne inserito Saparbek Safarov.
Durante la verifica del peso, Justine Kish superò il limite massimo della sua categoria, pesando 52,8 kg. La Kish venne quindi penalizzata con la detrazione del 20% dal suo stipendio.

## Risultati
|                                   | Divisione                        |                                  |                                  |                                  | Metodo                                  | Round                            | Tempo                            | Premio                           |
| Card Principale (UFC Fight Pass)  | Card Principale (UFC Fight Pass) | Card Principale (UFC Fight Pass) | Card Principale (UFC Fight Pass) | Card Principale (UFC Fight Pass) | Card Principale (UFC Fight Pass)        | Card Principale (UFC Fight Pass) | Card Principale (UFC Fight Pass) | Card Principale (UFC Fight Pass) |
| --------------------------------- | -------------------------------- | -------------------------------- | -------------------------------- | -------------------------------- | --------------------------------------- | -------------------------------- | -------------------------------- | -------------------------------- |
|                                   | Pesi Massimi                     | Derrick Lewis                    | batte                            | Shamil Abdurakhimov              | KO Tecnico (pugni)                      | 4                                | 3:42                             |                                  |
|                                   | Pesi Massimi                     | Francis Ngannou                  | batte                            | Anthony Hamilton                 | Sottomissione (kimura)                  | 1                                | 1:57                             | POTN                             |
|                                   | Pesi Mediomassimi                | Corey Anderson                   | batte                            | Sean O'Connell                   | KO Tecnico (pugni)                      | 2                                | 2:36                             |                                  |
|                                   | Pesi Mediomassimi                | Gian Villante                    | batte                            | Saparbek Safarov                 | KO Tecnico (pugni e gomitate)           | 2                                | 2:54                             | FOTN                             |
| Card Preliminare (UFC Fight Pass) |                                  |                                  |                                  |                                  |                                         |                                  |                                  |                                  |
|                                   | Catchweight (52,8 kg)            | Justine Kish                     | batte                            | Ashley Yoder                     | Decisione unanime (29-28, 29-28, 29-28) | 3                                | 5:00                             |                                  |
|                                   | Pesi Welter                      | Randy Brown                      | batte                            | Brian Camozzi                    | KO Tecnico (ginocchiata e pugni)        | 2                                | 1:25                             |                                  |
|                                   | Pesi Medi                        | Gerald Meerschaert               | batte                            | Joe Gigliotti                    | Sottomissione (anaconda choke)          | 1                                | 4:12                             | POTN                             |
|                                   | Pesi Medi                        | Andrew Sanchez                   | batte                            | Trevor Smith                     | Decisione unanime (30-27, 30-27, 30-27) | 3                                | 5:00                             |                                  |
|                                   | Pesi Piuma                       | Shane Burgos                     | batte                            | Tiago Trator                     | Decisione unanime (30-26, 29-28, 29-27) | 3                                | 5:00                             |                                  |
|                                   | Pesi Leggeri                     | Marc Diakiese                    | batte                            | Frankie Perez                    | Decisione unanime (29-28, 29-28, 29-28) | 3                                | 5:00                             |                                  |
|                                   | Pesi Medi                        | Ryan Janes                       | batte                            | Keith Berish                     | Decisione unanime (29-28, 29-28, 29-28) | 3                                | 5:00                             |                                  |
|                                   | Pesi Paglia (F)                  | Juliana Lima                     | batte                            | JJ Aldrich                       | Decisione unanime (30-27, 30-27, 30-27) | 3                                | 5:00                             |                                  |

## Premi
I lottatori premiati ricevettero un bonus di 50.000 dollari.
Legenda:
- FOTN: Fight of the Night (vengono premiati entrambi gli atleti per il miglior incontro dell'evento)
- POTN: Performance of the Night (viene premiato il vincitore per la migliore performance dell'evento)

## Incontri Annullati
|  | Divisione         |                   |        |                  | Motivo                                     |
|  | ----------------- | ----------------- | ------ | ---------------- | ------------------------------------------ |
|  | Pesi Medi         | Josh Samman       | contro | Oluwale Bamgbose | Samman morì il 5 ottobre 2016              |
|  | Pesi Medi         | Joe Gigliotti     | contro | Oluwale Bamgbose | Bamgbose subì un infortunio                |
|  | Pesi Welter       | Randy Brown       | contro | Charlie Ward     | Ward ebbe problemi con il visto d'ingresso |
|  | Pesi Piuma        | Zubaira Tukhugov  | contro | Tiago Trator     | Tukhubov fallì un test anti-doping         |
|  | Pesi Gallo        | Aljamain Sterling | contro | Raphael Assunção | Sterling subì un infortunio                |
|  | Pesi Paglia (F)   | Juliana Lima      | contro | Tatiana Padilla  | Padilla subì un infortunio                 |
|  | Pesi Mediomassimi | Patrick Cummins   | contro | Gian Villante    | Cummins ebbe un'infezione                  |